# 拉沙佩勒圣雷米
拉沙佩勒圣雷米（法語：La Chapelle-Saint-Rémy，法語發音：[la ʃapɛl sɛ̃ ʁemi]）是法国萨尔特省的一个市镇，属于马梅尔斯区。

## 地理
拉沙佩勒圣雷米（48°6'24"N, 0°27'23"E）面积19.2 平方千米，位于法国卢瓦尔河地区大区萨尔特省，该省份为法国西北部内陆省份，北起顺时针与奥恩省、厄尔-卢瓦省、卢瓦-谢尔省、安德尔-卢瓦尔省、曼恩-卢瓦尔省和马耶讷省接壤，是法国大西部的入口，连接卢瓦尔河谷、布列塔尼和巴黎盆地。
与拉沙佩勒圣雷米接壤的市镇（或旧市镇、城区）包括：普雷韦勒、贝耶、科内雷、隆布龙。

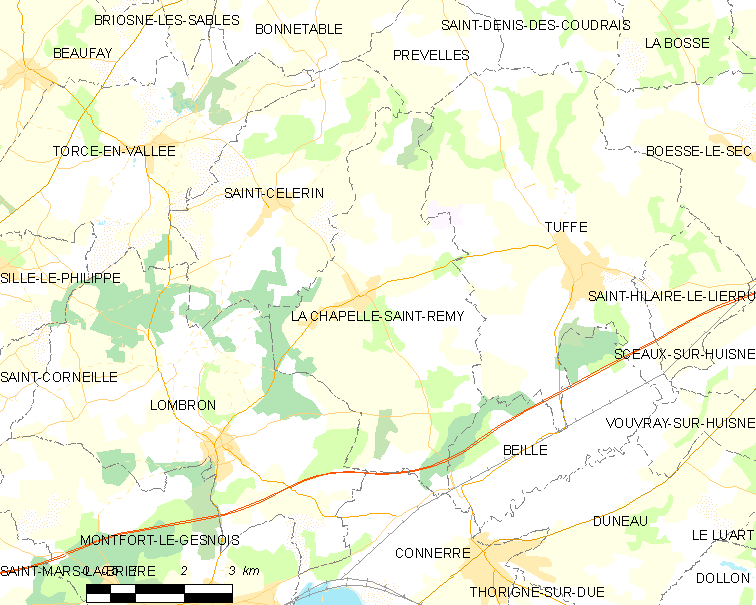
拉沙佩勒圣雷米的OSM定位图

拉沙佩勒圣雷米的时区为UTC+01:00、UTC+02:00（夏令时）。

## 行政
拉沙佩勒圣雷米的邮政编码为72160，INSEE市镇编码为72067。

## 政治
拉沙佩勒圣雷米所属的省级选区为贝尔纳堡县。

## 人口

1962-2008年间拉沙佩勒圣雷米人口变化图示

拉沙佩勒圣雷米于2022年1月1日时的人口数量为998人。